# Allorodzicielstwo

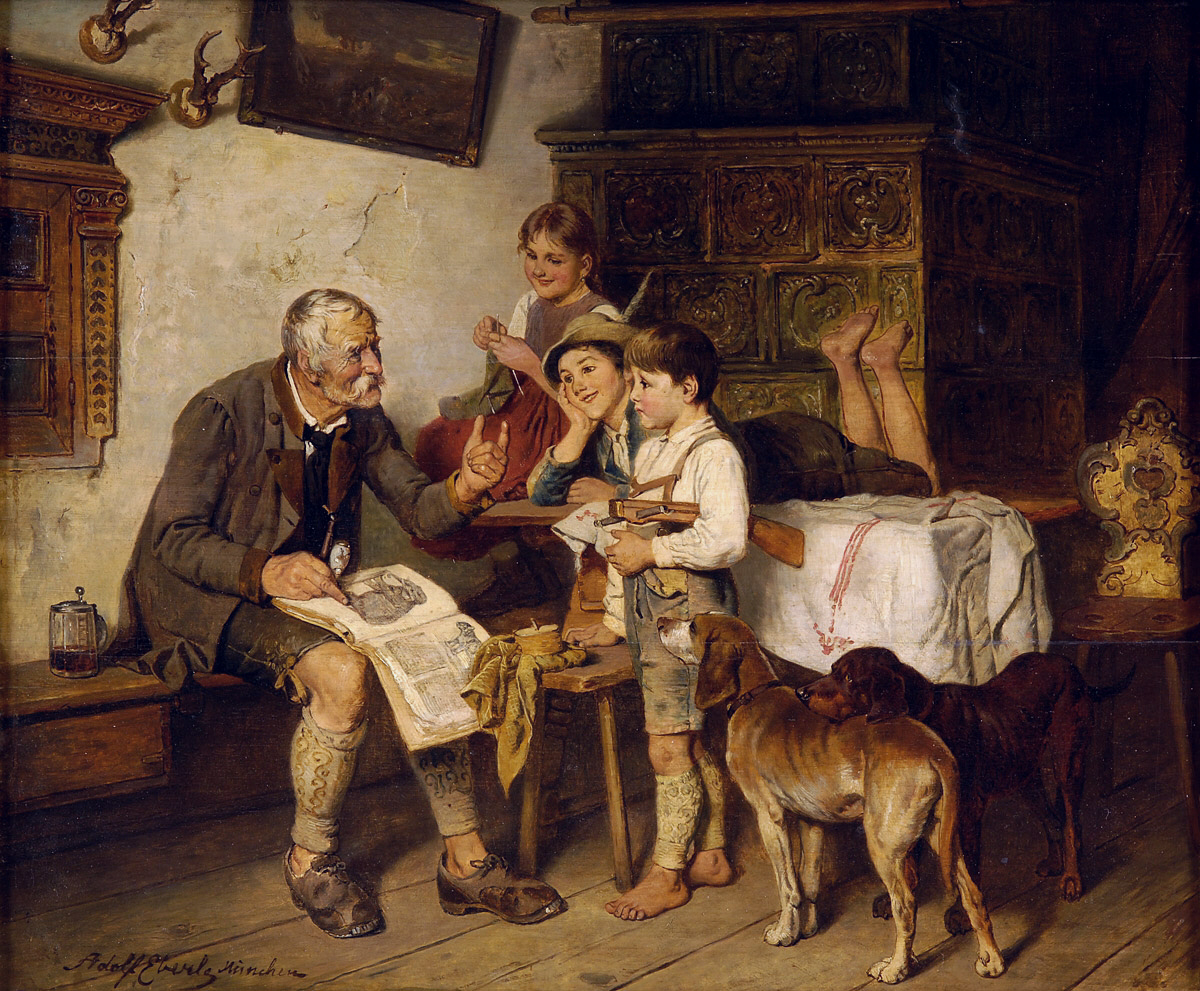
W tradycyjnych rodzinach wielopokoleniowych rodziców często zastępowali dziadkowie, rodzeństwo, ciotki i inniu2.
Opieka krewnych nie ograniczała się do troski o wyżywienie i bezpieczeństwo. Kontakt z rodziną sprzyjał rozwojowi inteligencji i osobowości dzieci (zob. teorie rozwoju osobowości, np. teoria Eriksona, koncepcja J. Piageta i in.)

Allorodzicielstwo – zastępcza opieka rodzicielska nad młodymi osobnikami, niebędącymi bezpośrednim potomstwem opiekuna lub opiekunów (członków grup społecznych, stad, rojów owadów itp.), również nad młodymi przedstawicielami innych gatunków.
Pojęcie „alloparenting” zostało użyte po raz pierwszy w 1975 roku przez biologa E.O. Wilsona, współtwórcę socjobiologii (autora książki Sociobiology: The New Synthesis). Altruistyczne zachowania allorodziców początkowo uznawano za sprzeczne z zasadami „walki o byt”. Współczesne modele altruizmu krewniaczego wskazują, że zmniejszenie dostosowania opiekunów–krewnych jest ceną wzrostu dostosowania włącznego nosicieli tych samych alleli. Zwiększa to szanse na przetrwanie populacji w zmieniających się ekosystemach i utrzymanie równowagi biocenotycznej.
Allorodzicielstwo jest przedmiotem interdyscyplinarnych badań naukowych, w których biorą udział m.in. etolodzy, genetycy, endokrynolodzy, neuronaukowcy, neurofilozofowie (zob. nauki behawioralne).

## Przyczyny allorodzicielstwa
Allorodzicielstwo mogło się pojawić w początkowym okresie rozwoju życia na Ziemi, znanym z zachowanych skamieniałości (np. skamieniałość przewodnia), wśród pierwszych populacji organizmów rozmnażających się płciowo. Ślady biostratygraficzne pozostawiły organizmy zdolne adaptować się do nieustannie zmieniających się warunków życia. W powstających ekosystemach o dużej bioróżnorodności i coraz bardziej złożonej strukturze wydanie potomstwa i jego odchowanie (do osiągnięcia dojrzałości płciowej) wymagało zwiększania zaangażowania rodzicielskiego:
- w zdobywanie pożywienia w warunkach konkurencji
- w zapewnianie bezpieczeństwa, w tym w ochronę przed antagonistycznym oddziaływaniem członków innych populacji (zob. łańcuch pokarmowy, sieć troficzna, piramida Eltona)

Sukces reprodukcyjny organizmów różnych gatunków był osiągany dzięki stosowaniu odpowiednich strategii życiowych. Wyodrębniane są dwa typy strategii (zob. krzywa przeżywalności):
- strategia r – duża absolutna rozrodczość, rekompensująca wysoką śmiertelność bardzo licznego potomstwa
- strategia K – mała liczba potomstwa i intensywna opieka nad młodymi osobnikami

Gatunki stosujące strategię r, takie jak socjalne gatunki pszczół i inne owady społeczne, przetrwały dzięki otaczaniu potomstwa opieką całego roju. W przypadku gatunków stosujących strategię K o przetrwanie potomstwa troszczą się rodzice z pomocą krewnych i innych członków stad, kolonii itp.

## Korzyści z allorodzicielstwa
Najczęściej opisywanym przykładem zespołowej opieki nad potomstwem są owady społeczne. Tworzą one zbiorowości o strukturach wykształconych w różnym stopniu, od parasocjalnych do eusocjalnych (zob. ewolucja eusocjalności).
Eusocjalne pszczoły zdołały przetrwać miliony lat. Na podstawie badań skamieniałości roślin kwiatowych, pochodzących z późnej kredy (ok. 100–66 mln lat p.n.e.), stwierdzono, że już wówczas ich zapylanie odbywało się z udziałem owadów (zoogamia). Wiek bursztynów, zawierających zainkludowane pszczoły (często wiele okazów w jednej bryle), oszacowano na 1,5–2 mln lat).
Ewolucyjny sukces owadów wiąże się z sukcesem roślin owadopylnych, żyjących z nimi w mutualistycznym związku. Są one współcześnie producentami w większości ekosystemów Ziemi. Będąc podstawą piramid ekologicznych umożliwiają życie na wyższych poziomach troficznych, dzięki czemu oparte na ścisłej kooperacji strategie owadów mają znaczenie również dla człowieka, współcześnie zajmującego w biosferze pozycję dominującą (zob. drapieżnik szczytowy).
Swoją pozycję człowiek zawdzięcza w dużym stopniu również allorodzicielstwu wśród naczelnych. W publikacjach na ten temat często cytowana jest opinia Carol Gilligan, pomysłodawczyni etyki troski:

Bez allorodzicielstwa, czyli zbiorowego wychowywania dzieci, gatunek ludzki nigdy by nie powstał”.

Allorodzicielstwo stało się niezbędne po przystosowaniu hominidów do dwunożności.
Skutkiem pionizacji było zwężenie kanału rodnego, które nastąpiło równocześnie z ewolucyjnym wzrostem główki dziecka (zob. wzrost objętości mózgu). Czas trwania ciąży stał się ewolucyjnym kompromisem między rozwiązaniami zakończonymi śmiercią niedonoszonego dziecka lub śmiercią jego matki – jest on zbyt krótki dla zakończenia rozwoju płodu, w tym rozwoju układu nerwowego. Takie dostosowanie naszego gatunku spowodowało, że poza organizmem matki neurogeneza zachodzi nadal, a noworodki i niemowlęta są zupełnie niesamodzielne  (zob. rodzina a rozwój inteligencji i osobowości dziecka).
Skłoniło to wczesnych Homo (zob. np. społeczeństwo paleolityczne) do dłuższego przebywania w grupach, w których w opiece nad najmłodszymi dziećmi matce pomagali inni – babki, ciotki, starsze rodzeństwo, również mężczyźni. Istotną rolę odgrywały babcie – przypuszcza się, że ewolucyjnym uzasadnieniem menopauzy jest wyodrębnienie niepłodnej „kasty” opiekunek potomstwa (hipoteza babki).
Pierwsze praludzkie zbiorowości społeczne, których ważnym zadaniem była wspólna troska o potomstwo, były również miejscem powstania i rozwoju mowy – narodzin cywilizacji i kultury człowieka współczesnego. John Medina stwierdził, że staliśmy się też „niesłychanie towarzyskimi istotami”, dla których samotność jest doznaniem bolesnym. Człowiek stał się bardziej empatyczny – pomagając innym czuje się mniej samotny (unika cierpienia).

## Przegląd wyników badań
Opracowanie teorii allorodzicielstwa wymaga współdziałania przedstawicieli nauk przyrodniczych, społecznych i humanistycznych, reprezentujących takie dyscypliny, jak np. psychologia i zoopsychologia, genetyka i ewolucjonizm w biologii, neurobiologia, neuronauka, etyka i neuroetyka, kognitywistyka, a również ewolucjonizm w naukach społecznych, historii i myśli politycznej, memetyka itp.
W czasie debat, toczonych od chwili zaobserwowania altruistycznych zachowań wśród zwierząt, powtarzają się przede wszystkim pytania:
Czy istnienie allorodzicielstwa przeczy koncepcji „samolubnego genu”?– dlaczego ewolucja nie wyeliminowała gatunków, w których powszechne są zachowania „nieracjonalne” – utrudniające osiągnięcie własnego sukcesu reprodukcyjnego (zob. dostosowanie ang. fitness)?
Co neuronauka mówi o moralności?– czy lub w jakim zakresie altruizm wśród ludzi, dobrowolnie (zob. wolna wola) ponoszących koszty na rzecz innej osoby lub grupy, mających za sobą nie tylko długą historię ewolucji biologicznej, ale również ewolucję kulturową, można porównywać z altruizmem zwierząt?
Czy zaangażowanie w allorodzicielstwo regulują hormony?– jakie są neurobiologiczne mechanizmy zachowań altruistycznych?

### Elementy ewolucjonizmu
W długiej historii myśli ewolucyjnej miały miejsce liczne konflikty, w tym nowożytny spór o możliwości wyjaśnienia zachowań altruistycznych w oparciu o teorię Darwina. Wątpliwości w tym zakresie miał sam Darwin, dostrzegający w problemie eusocjalności błonkoskrzydłych zagrożenie dla swojej teorii. Za dowód wielkiej intuicji uważa się jego stwierdzenie, że pojęcie dobór naturalny należy stosować zarówno do rodziny, jak osobników. Możliwości wykazania słuszności tego przypuszczenia pojawiły się po kolejnych odkryciach – sformułowaniu praw Mendla, a następnie stworzeniu podstaw genetyki populacyjnej i jej rozwoju (np. problem „poziomów doboru”, pojęcia dostosowanie włączne, dostosowanie łączne ludzi, Social Bonding and Nurture Kinship i in.).
Genetyka populacyjna zaczęła się rozwijać w XX wieku, dzięki pracom licznych biologów, lekarzy i genetyków, stosujących metody modelowania matematycznego. Istotną rolę odegrali Wilhelm Weinberg i Godfrey Harold Hardy, twórcy prawa Hardy’ego-Weinberga, które zainspirowało J.B.S. Haldane’a, R.A. Fishera i S. Wrighta do poszukiwań „nowoczesnej syntezy ewolucyjnej”.
Teoretyczne modele, opracowane w ramach genetyki populacyjnej, pozwoliły wyjaśnić zachowania altruistyczne, powstałe w wyniku doboru krewniaczego, zgodne z prostą regułą Hamiltona:
{\displaystyle {\frac {c}{b}}<r}
gdzie:
{\displaystyle c} i {\displaystyle b} (od ang. cost i benefit) – koszt altruisty i zysk beneficjenta (obie wielkości mierzone dostosowaniem)
{\displaystyle r} – współczynnik pokrewieństwa między dawcą i biorcą, udział wspólnych genów, jako liczba z przedziału 0–1 (współcześnie określenie wartości r jest łatwiejsze od określenia wartości „kosztów” c i b).
W.D. Hamilton opracował swoją teorię utrwalania się zachowań altruistycznych na podstawie obserwacji eusocjalnych błonkówek. W ich społecznościach samce są haploidami – mają dwukrotnie mniejszą liczbę chromosomów niż samice (plemniki niosą ten sam zestaw informacji genetycznej). Samice i potomstwo są diploidalne. Współczynnik pokrewieństwa matki z córkami wynosi 0,5, podczas gdy siostry są wzajemnie bardziej spokrewnione (0,75). Sprawia to, że zachowania altruistyczne wobec sióstr są bardziej prawdopodobne niż wobec córek („samolubne geny” mogą decydować o rezygnacji z prokreacji). Wyniki szczegółowych badań sojuszy i konfliktów w społecznościach błonkówek pozwoliły potwierdzić zasadę Hamiltona, a równocześnie rozpocząć poszukiwania odpowiedzi na kolejne pytania, np. o ewolucyjnie stabilną proporcję płci.
Edward Osborne Wilson zaproponował włączenie wyników badań owadów społecznych (np. mrówek, zob. E.O. Wilson, B. Hölldobler, The Ants) do szerszej dziedziny naukowej – socjobiologii, obejmującej nauki społeczne i biologiczne, tj. genetyka, biologia populacji, ekologia, etologia, antropologia (zob. np. książki: Sociobiology: The New Synthesis, Moralność genu. Od socjobiologii do socjologii. Socjobiologia zwierząt i człowieka lub The Superorganism: The beauty, elegance and strangeness of insect societies).
Wilson napisał m.in.:

Przyrodnicy i humaniści powinni zastanowić się, czy nie nadszedł czas, żeby na jakiś czas odebrać etykę z rąk filozofów i przekazać ją biologom.

W kolejnych latach publikowano liczne krytyczne oceny socjobiologicznych koncepcji altruizmu, lecz równocześnie rosło zainteresowanie nowym obszarem interdyscyplinarnych badań naukowych – neuroetyką.

### Elementy neurofilozofii
Zachowania zwierząt – prospołeczne i antyspołeczne – bywają opisywane z wykorzystaniem etycznych pojęć „dobro” i „zło”. Skłania to do ich nieuprawnionych ocen w kategoriach moralnych, mimo że zbiory norm moralnych, formułowanych np. przez największych filozofów i etyków, nie mają charakteru uniwersalnego (zob. np. teologia moralna Tomasza z Akwinu, imperatyw kategoryczny Kanta). Etyk i filozof Ija Lazari-Pawłowska, kontynuatorka prac Tadeusza Kotarbińskiego i Marii Ossowskiej, pisała w roczniku filozoficznym Etyka (1970):

… warto zdać sobie sprawę, w jakiej mierze dla celów etyki normatywnej, która zajmuje się formułowaniem programów moralnych, może być przydatna coraz lepsza znajomość człowieka („natury ludzkiej"), którą zawdzięczamy rozwojowi takich nauk empirycznych jak biologia, psychologia, socjologia, czy antropologia kulturalna.

Autorka artykułu wskazywała też z jednej strony rzucającą się w oczy odrębność kultur („ten sam rodzaj czynów, który w jednej kulturze zyskuje pochwałę, w innej budzi zgrozę”), a z drugiej – zasadniczą tożsamość ludzi, niezależnie od czasu i miejsca („wystarczy znaleźć się gdziekolwiek na kuli ziemskiej u boku matki rozpaczającej z powodu śmierci swego dziecka, aby mieć wrażenie identyczności ludzkich doznań”).
Niektórzy filozofowie są zdania, że „natura ludzka” jest egoistyczna, co skrywa „fasada”, powstająca w wyniku wychowania w określonej kulturze. Wielu innych dostrzega ewolucyjny rodowód naturalnej moralności (zob. psychologia ewolucyjna), w tym rolę emocji społecznych (zob. antropologia emocji) i uczuć. Podkreśla znaczenie empatii, powstrzymującej przed krzywdzeniem innych i skłaniającej do zachowań prospołecznych, altruistycznych, np. do opieki nad potomstwem, krewnymi i innymi osobami (również nad zwierzętami).
Spośród bogatego piśmiennictwa na ten temat często cytowane są książki The Ethical Brain: The Science of Our Moral Dilemmas (Michael S. Gazzaniga, 2006) i Braintrust: What Neuroscience Tells Us about Morality (Patricia Churchland, 2011). Druga z wymienionych pozycji ukazała się w tłumaczeniu na język polski pod tytułem Moralność mózgu. Co neuronauka mówi o moralności (2013).
W określeniu „moralność mózgu”, podobnie jak w popularnym pojęciu „samolubny gen”, użyto wywołującej emocje personifikacji. Prowokacyjny tytuł książki Dawkinsa przyczynił się do spopularyzowania tematyki i przyspieszył rozwój socjobiologii. Podobnie tytuł książki Patricii Churchland skłania do ponownego przeanalizowania pojęć: moralność, dobro, zło, wartości, normy, powinność itp. oraz do prób sformułowania definicji, które byłyby akceptowane przez specjalistów z różnych dyscyplin naukowych, zaangażowanych w rozwój kognitywistyki. Nie zawsze jednakowo są rozumiane pojęcia „mózg” i „mózg ucieleśniony”.
Neurologiczne problemy altruizmu rozwiązuje też António Damásio, twórca pojęcia „markery somatyczne” (zob. altruizm według A. Damásio). Wraz ze współpracownikami analizuje hipotezę, że „uczucia” (nieuświadomiony „strach” i in.) mogły zapoczątkować rozwój samoświadomości i mogą nadal odgrywać rolę w biologicznych procesach organizmów wyższych.
Zobacz też
- moralność a uczucia
- moralność a psychologia ewolucyjna (teoria rozwoju moralnego Kohlberga)
- psychologia ewolucyjna na tle dziedzin pokrewnych
- dwoistość natury ludzkiej według informatyka K. Fiałkowskiego i antropologa T. Bielickiego

### Elementy endokrynologii
Naukowcy, analizujący problem zachowań prospołecznych z biologicznego punktu widzenia (biochemia, biomedycyna, endokrynologia), tworzenie się więzi emocjonalnych w rodzinach i większych grupach objaśniają działaniem układu nagrody – systemu nagradzania zachowań pożądanych, zwiększających fitness. Analogicznie, lecz w przeciwnym kierunku, działa system kar (zob. wzmocnienie negatywne). W układzie nagrody odgrywają rolę naturalne opioidy (zob. też receptory opioidowe), które mogą wywoływać uzależnienia podobne do występujących np. w alkoholizmie lub narkomanii. Znanymi naturalnymi opioidami są m.in. endorfiny („hormony szczęścia”), dynorfiny, enkefaliny. Ich wydzielanie regulują neuroprzekaźniki, np. dopamina (zob. szlaki dopaminergiczne), serotonina, adrenalina („hormon strachu, walki i ucieczki”). W ostatnich dziesięcioleciach rosnące zainteresowanie budzą funkcje wazopresyny i oksytocyny („hormony szczęścia”) i ich powstawanie. Ukazują się liczne publikacje naukowe i popularnonaukowe, m.in. artykuły publikowane w specjalnych wydaniach czasopisma Hormones and Behavior, zatytułowanych Oxytocin, Vasopressin and Social Behavior.
Oksytocyna jest wytwarzana w nadwzrokowych i przykomorowych jądrach podwzgórza i magazynowana w przysadce mózgowej. U ssaków jest wytwarzana również w ciele, w jajnikach i jądrach. Jej działanie jest ściśle związane z przebiegiem porodu, laktacją i karmieniem piersią. Karmiące matki odczuwają euforyczną przyjemność (przypominającą orgazm), co sprzyja umacnianiu silnej więzi z niemowlęciem (jest jedną z biologicznych podstaw miłości macierzyńskiej). Zjawisko występuje u wszystkich ssaków, sprzyjając zaangażowaniu samic („ciotek”) w allomacierzyństwo. Analogiczne czynniki sprawiają, że bezdzietne samice chętnie opiekują się młodymi ssakami innych gatunków, a ludzie wycofani społecznie (skłonni do antropopatyzmu) chętnie opiekują się zwierzętami. Oksytocyna nasila też uczucia ojcowskie i sprzyja monogamii, np. nieoczekiwanie zaobserwowanej wśród norników preriowych Microtus ochrogaster. W dużo mniejszym zakresie są zbadane zachowania samców wobec potomstwa oraz innych członków rodzin.

### Kontynuacja badań
Od czasu wprowadzenia określeń „inwestycje rodzicielskie” (Robert Trivers, 1971) i „alloparenting” (E.O. Wilson 1975) wdrożono nowe techniki badawcze i zgromadzono bogaty materiał doświadczalny, potwierdzający istnienie allorodzicielstwa wśród wielu różnych gatunków. Szczegółowe badania altruistycznych zachowań opiekuńczych wśród mrówek, gryzoni, szympansów są kontynuowane.
Stosując w czasie obserwacji prospołecznych i aspołecznych zachowań dzieci nowoczesne badawcze metody neuronauki społecznej (np. EEG/ERP i okulografia) wykazano, że fundamenty moralności istnieją w bardzo wczesnym okresie rozwoju. Rozbudowują się pod wpływem wzorców rodzicielskich i innych. Małe dzieci wcześnie oceniają obserwowanych ludzi na podstawie ich zachowań i szybko wykazują skłonności do uspokajania innych – dostrzegają grożące im zagrożenia, rozpoznają intencje obserwowanych osób w sytuacjach doświadczalnych. Indywidualne różnice w kompetencjach społecznych i/lub moralnych są stabilne – pozwalają przewidywać zachowania w okresie przedszkolnym (prawdopodobnie również w następnych okresach rozwojowych; zob. rozwój psychospołeczny według Erika Eriksona, dobrostan subiektywny – okres wczesnodziecięcy).
Dotychczas nie wyjaśniono złożonych genetycznych mechanizmów, które są odpowiedzialne za działanie układu nagrody, regulującego zachowania macierzyńskie. Wyjaśnienie mechanizmów allorodzicielstwa wydaje się jeszcze bardziej odległe. Wskazywana jest potrzeba zintensyfikowania i rozszerzenia zakresu badań, m.in. objęcie nimi problemów epigenetyki (zob. też reprogramowanie epigenetyczne, interakcje gen-środowisko) oraz problemów rodzicielskich zachowań ojców, dziadków i innych opiekunów (V.R. Mileva-Seitz i wsp.).
Wyniki badań zachowań współczesnych ludzi i zwierząt – w tym reakcji na dobro i zło – oraz roli wychowania, są interpretowane z wykorzystaniem myśli filozofów minionych epok – Platona i Arystotelesa (dobro – wartość indywidualna), Tomasza z Akwinu, Kartezjusza, Spinozy i innych. Złożoność problematyki ilustruje m.in. temat projektu badawczego Piotra Lichacza z Instytutu Filozofii i Socjologii PAN (obszary zainteresowań naukowych: etyka, filozofia przyrody, epistemologia, metafizyka). W opisie pracy nt. Neuroetyka a Tomasz z Akwinu. O użyteczności filozofii średniowiecznej we współczesnych debatach etycznych (2013–2016) zamieszczono słowa kluczowe: obrazowanie magnetyczno-rezonansowe, odpowiedzialność moralna, psychofarmakologiczne ulepszanie funkcjonowania, autentyczność, głęboka stymulacja mózgu, tożsamość moralna, cnota).

## Przykłady allorodzicielstwa

### Owady społeczne

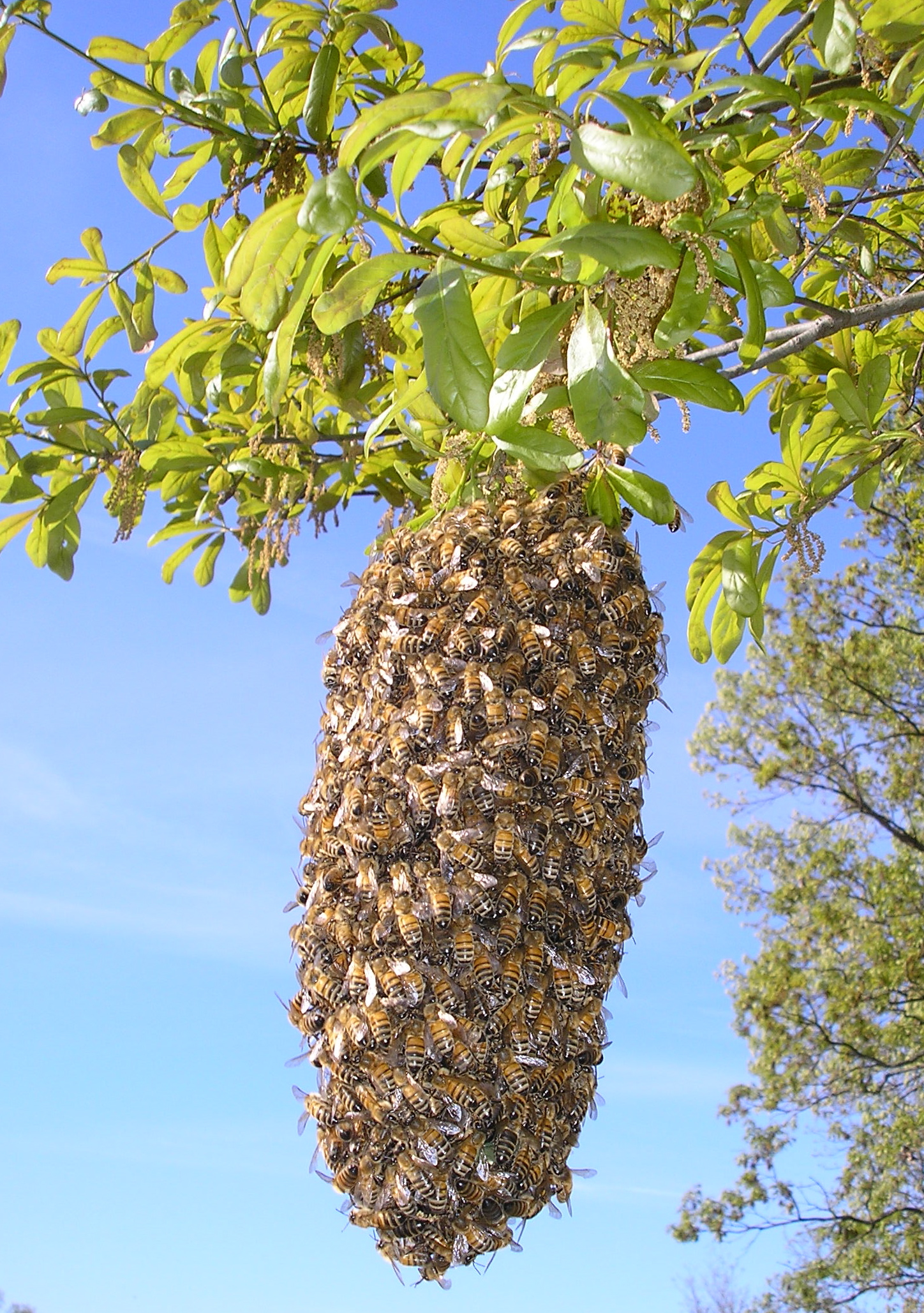
Rój pszczół

Jednym z najczęściej opisywanych przykładów kooperacji zwierząt są owady społeczne. Tworzą one struktury wykształcone w różnym stopniu, od parasocjalnych do eusocjalnych (zob. ewolucja eusocjalności, superorganizm). W społecznościach mniej złożonych owady wspólnie budują gniazda i wspólnie opiekują się potomstwem (do czasu dojrzałości). W bardziej złożonych strukturach wielopokoleniowych (zob. struktura roju pszczoły miodnej) obserwowana jest nie tylko wzajemna pomoc (zachowania altruistyczne) – wyodrębniają się kasty o zróżnicowanej morfologii i funkcjach w rodzinie pszczelej (np. pszczoła robotnica, nie uczestnicząca w rozmnażaniu).
Poza pszczołowatymi znane są liczne inne owady społeczne, np. opisywane już przez Darwina inne owady błonkoskrzydłe – osy i mrówki – oraz termity lub opisywani później przedstawiciele wciornastków, chrząszczy i pluskwiaków równoskrzydłych (np. mszyce).
Istnienie w społecznościach mrówek, pszczół i termitów bezpłodnych robotnic było dla Darwina bardzo zagadkowe – niezgodne z założeniami jego teorii (problem rozwiązano dopiero w XX w.).

### SkorupiakiSynalpheus

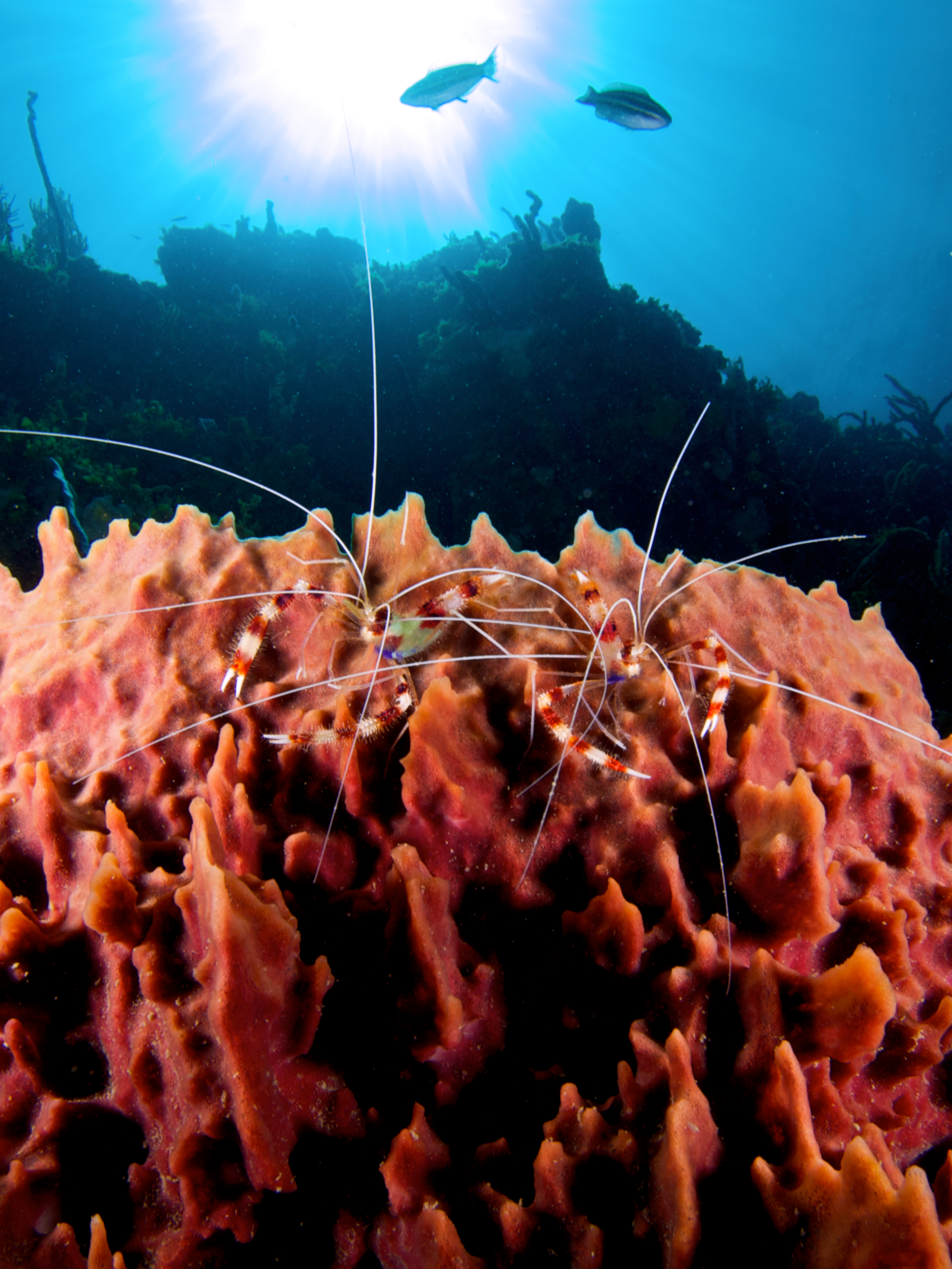
Krewetki na beczułkowej gąbce Xestospongia

Synalpheus (Decapoda, Alpheidae) jest najliczniejszym w gatunki rodzajem tropikalnych skorupiaków. Do 2004 roku opisano ponad 100 gatunków, z czego 21 – na rafach koralowych Morza Karaibskiego, w okolicach rafy barierowej Belize i archipelagu San Blas (dalsze poszukiwania są prowadzone  w rafach koralowych Indo-Pacyfiku). Odkryto trzy gatunki krewetek Synalpheus, określane jako eusocjalne: Synalpheus regalis, Synalpheus filidigitus i Synalpheus chacei. Często zasiedlają one komory wodne gąbek z rodzaju Xestospongia, Lissodendoryx i Oceanapia (jeden gatunek gąbki zamieszkuje tylko jeden gatunek krewetki).
Przypuszcza się, że różne struktury społeczne kolonii wyewoluowały w warunkach silnej konkurencji o niezajęte gąbki – pojedyncze organizmy lub nieliczne grupy były narażone na duże straty potomstwa (wysoka śmiertelność). Mogło to doprowadzić do powstania struktur eusocjalnych, w których znajdują się młode osobniki rezygnujące z rozrodu, a przejmujące zadania opieki nad potomstwem osobników spokrewnionych.
Kolonie liczą do 120. (S. filidigitus) lub do kilkuset osobników  (S. regalis). W ok. 20% kolonii występuje kilka samic-królowych, wyraźnie największych. Przyjmuje się, że mniejsi spośród pozostałych członków kolonii są postaciami juwenilnymi (zob. przeobrażenie larw), a więksi samcami, pełniącymi funkcje strażniczo-obronne.

### Ryby

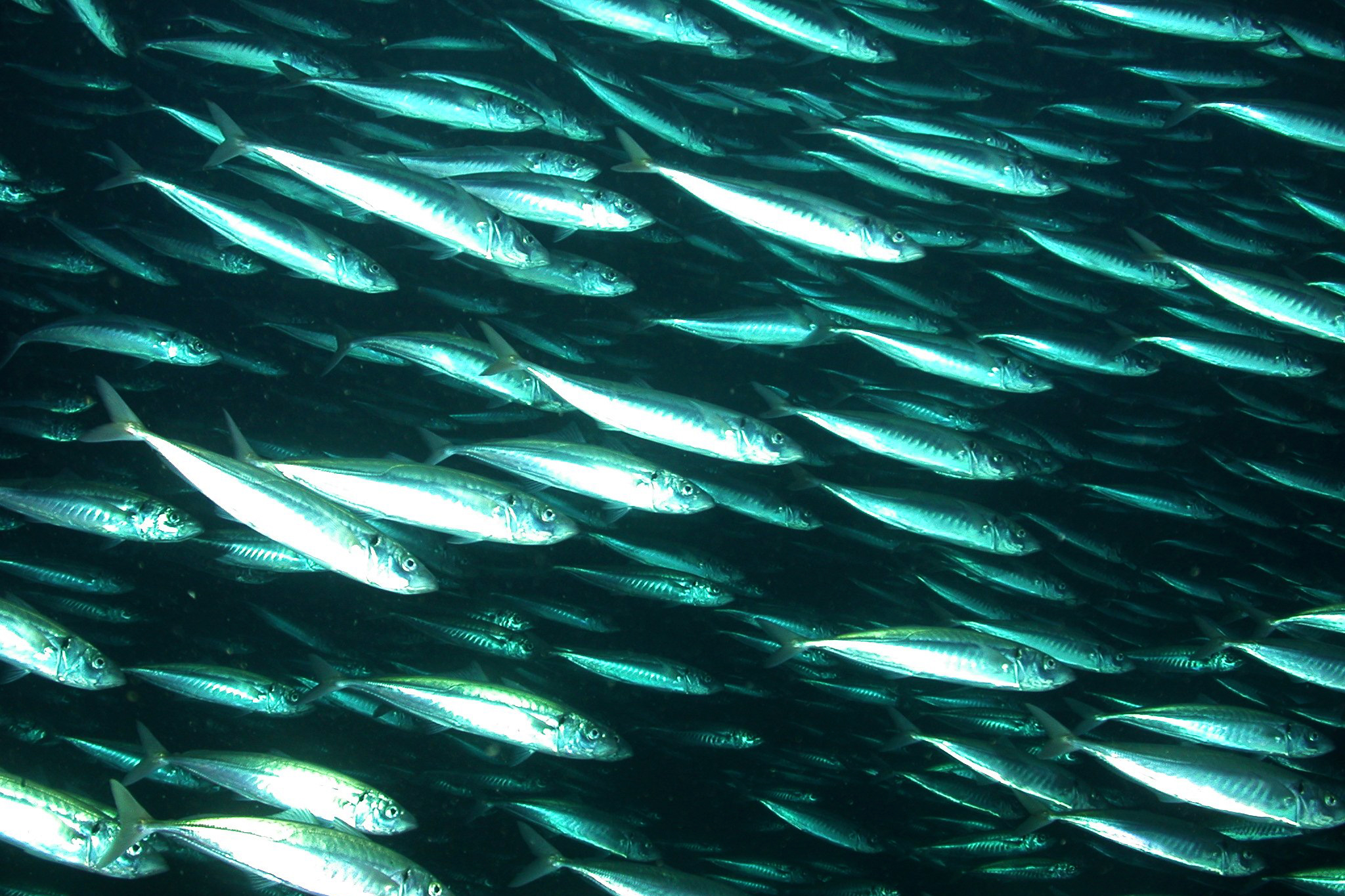
Ławica ostroboków

Samice różnych gatunków ryb składają ikrę do toni wodnej (pelagofilność), na powierzchniach kamieni (litofilność), na piasku (psammofilność) lub na wodnych roślinach (fitofilność). Istnieją również gatunki składające jaja do jamy oskrzelowej małży, pod pancerzyki krabów (ostrakofilność) i w innych miejscach. Ikra jest zapłodniana, gdy styka się z mleczem samców w czasie tarła.
„Opieka rodzicielska” może ograniczać się do wyboru i przygotowania miejsca tarła lub do wędrówek na odległe tarliska. Po tarle samce części gatunków giną (np. węgorzowate). Pozostawionemu bez opieki rodziców narybkowi bezpieczeństwo i dostępność pożywienia zapewnia cała współdziałająca ławica, gromadząca osobniki o różnym stopniu pokrewieństwa.
Inne gatunki ryb – pielęgnicowate, gębacze, pyszczaki i in. – stosują różne strategie intensywnej opieki rodzicielskiej nad ikrą i narybkiem. Polegają one m.in. na inkubacji ikry w pysku. Ikra bywa inkubowana przez oboje rodziców (ang. biparental mouthbrooders) lub tylko przez matkę (ang. maternal mouthbrooders). Gdy kilkutysięczny narybek monogamicznych pyszczaków Boulengerochromis microlepis opuszcza „gniazdo” (np. szczelinę skalną) i zaczyna pływać, nadal pozostaje pod opieką rodziców, chroniących potomstwo przed drapieżnikami (ryby przenoszą się w coraz głębsze warstwy jeziora). W tym okresie (kilka miesięcy) rodzice nic nie jedzą, wskutek czego wkrótce giną.
Szczelinowce Neolamprologus brichardi wyróżnia organizacja społeczna – w warunkach naturalnych żyją w kilkutysięcznych koloniach, wewnątrz których wyodrębniają się kilkupokoleniowe „rodziny”, liczące po kilkadziesiąt ryb. Narybek jest ochraniany przez tysiące dorosłych ryb, w tym przez starsze rodzeństwo (w akwariach ryby nienależące do „rodziny” często bywają zabijane).
Troska pielęgnicowatych o ikrę i narybek bywa wykorzystywana przez ryby innych gatunków – jest obserwowana allorodzicielska opieka nad potomstwem pasożytów lęgowych, takich jak np. giętkoząb cętkowany (Synodontis multipunctatus).

### Ptaki

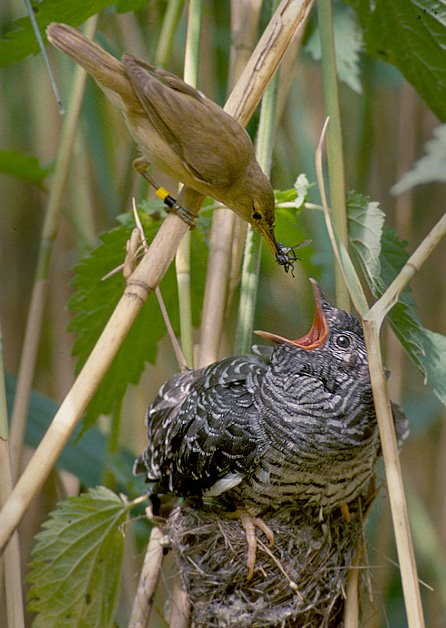
Trzcinniczek jako allorodzic

Szacuje się, że różne formy opieki nad cudzymi potomkami występują u 9% z 10 tys. gatunków ptaków. W opiece nad potomstwem ptaków pomagają niekiedy osobniki innych gatunków. Zdarzają się też oddziaływania antagonistyczne, np. pasożytnictwo lęgowe. W Europie Środkowej występuje jeden gatunek pasożyta lęgowego – kukułka zwyczajna (rolę allorodziców pełnią trzciniaczki).
Wśród ptaków wyróżniane są:
– gniazdowniki,czyli ptaki długo opiekujące się potomstwem w gniazdach budowanych przez samicę, samca lub oboje rodziców; w przypadkach gniazdowania kooperatywnego, występującego u co najmniej 300 gatunków (m.in. liczna rodzina wróbli; zob. reprodukcja wspólnotowa – ptaki) w budowie gniazda i karmieniu piskląt parze rodzicielskiej pomagają inne dorosłe ptaki oraz młode z poprzedniego lęgu
– zagniazdowniki,czyli ptaki, których potomstwo wykluwa się z jaj później – jest lepiej przygotowane do samodzielnego życia. Pisklęta są upierzone, prawie natychmiast fruwają lub pływają podążając za rodzicami. Opieka rodzicielska ogranicza się do wskazywania przez rodziców właściwego pożywienia, do obrony przed drapieżnikami lub ochrony przed deszczem pod rozłożonymi skrzydłami. Niekiedy młode podążają za obcym osobnikiem, którego zobaczą po wykluciu się (np. za człowiekiem, zob. Konrad Lorenz) – jego wygląd zostaje na stałe wdrukowany jako wzorzec rodzica.
– ptaki tworzące stada,co ułatwia im zdobywanie pokarmu i przeciwdziałanie atakom drapieżników (zapewnienie potomstwu większego bezpieczeństwa od zapewnianego przez pary rodzicielskie). Tworzenie grup odbywa się np. w czasie sezonowych wędrówek, będących rodzajem instynktowego działania społecznego (ptaki w kluczu zużywają mniej energii). Po odbyciu długich wędrówek na zimowiska ptaki wracają na swoje tereny lęgowe, często w tych samych parach rodzicielskich i do tych samych gniazd (np. monogamiczny bocian biały).
Do prowadzących stadny tryb życia należą m.in. nurzyki zwyczajne – ptaki wodne z rodziny alk, często składające jaja na nagich skałach klifów. Jajami i pisklętami wspólnie opiekują się rodzice. Jeszcze niezdolne do lotu pisklęta nurzyków skaczą ze skały do morza. Po skoku unoszą się na wodzie przez wiele dni, nadal karmione przez rodziców.
W czasie długotrwałych badań, wykonanych m.in. na szkockiej Isle of May oraz Gannet Islands (Labrador) stwierdzono, że w przypadkach dostępności pożywienia w koloniach występuje opieka allorodzicielska (świadczona m.in. przez samice, którym nie powiodły się próby odchowania własnych piskląt). W trudniejszych warunkach (np. wysokie zagęszczenie) pozostające bez opieki rodziców jaja i pisklęta bywają narażone nie tylko na ataki drapieżników (mewa srebrzysta, mewa siodłata), ale również na agresywne zachowania nurzyków z sąsiednich gniazd kolonii.

### Ssaki

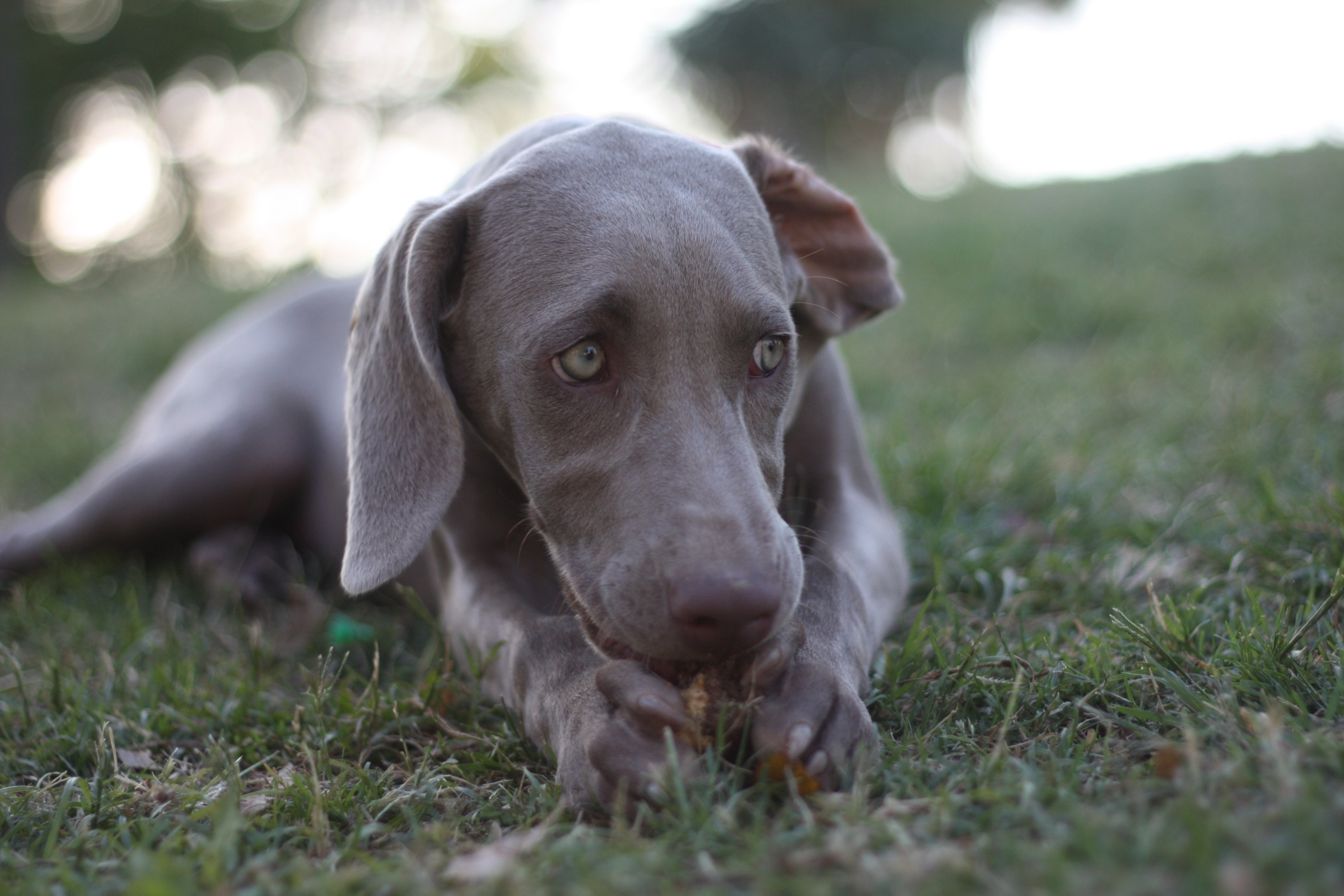
Mimika psów umożliwia komunikację z człowiekiem

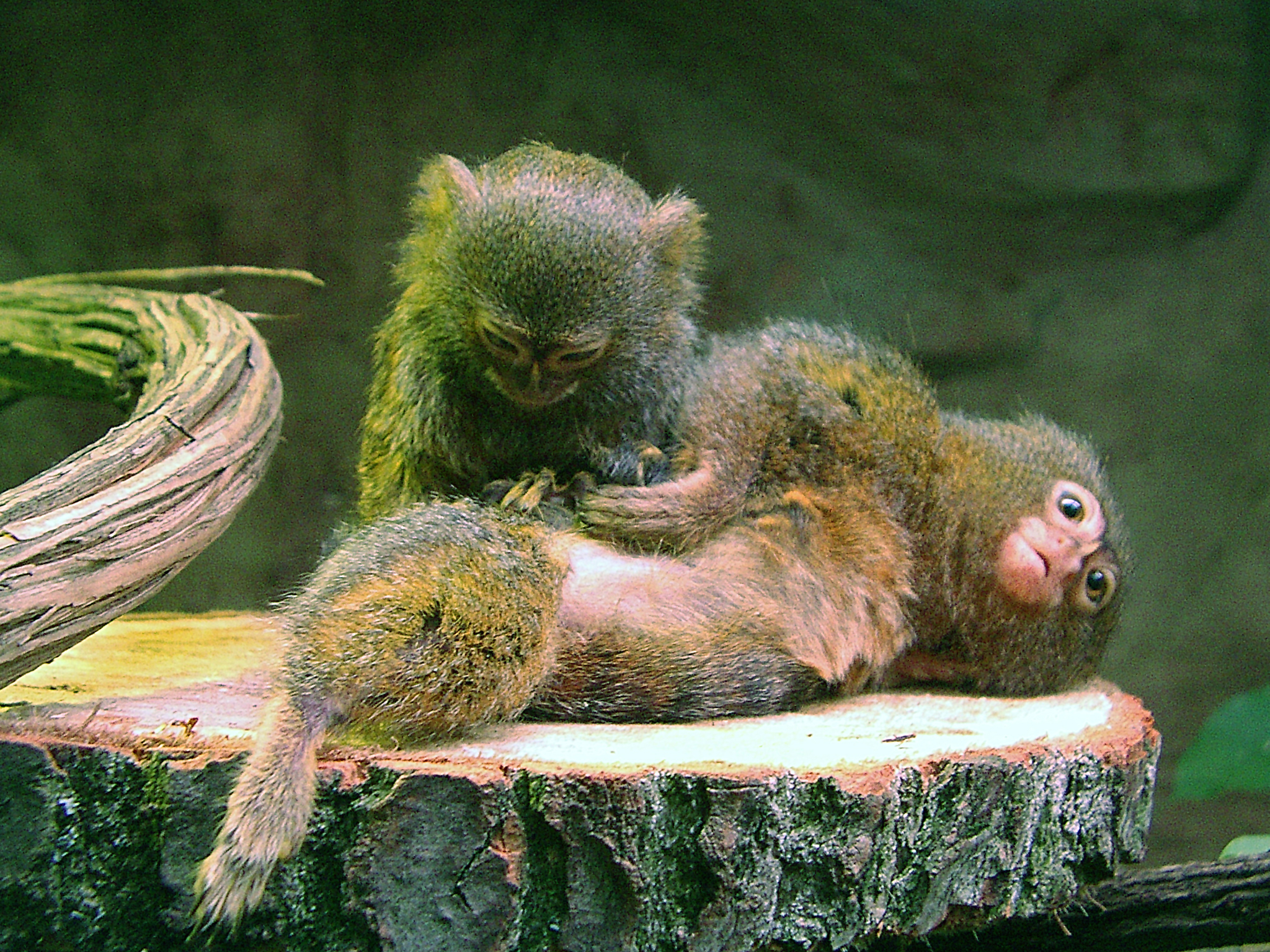
Pigmejkiu8

Powszechna jest opinia, że troską o własne potomstwo wyróżniają się przedstawiciele wielkiej gromady ssaków, a zwłaszcza samice różnych gatunków (np. matki karmiące piersią, emocjonalnie związane z noworodkiem). Ssaki są również skłonne do opieki nad niespokrewnionymi młodymi osobnikami własnego i innych gatunków. Ocenia się, że allorodzicielstwo występuje u ok. 3% gatunków ssaków.
Obserwowane wśród ssaków formy rodzicielskiej i pozarodzicielskiej opieki nad młodymi osobnikami są bardzo zróżnicowane – mogą przypominać zachowania w społecznościach owadów lub ryb (np. opisane powyżej), albo zachowania typowe dla cywilizowanego człowieka współczesnego. Wyniki wieloletnich badań zoosocjologicznych częściowo ilustrują poniższe przykłady.

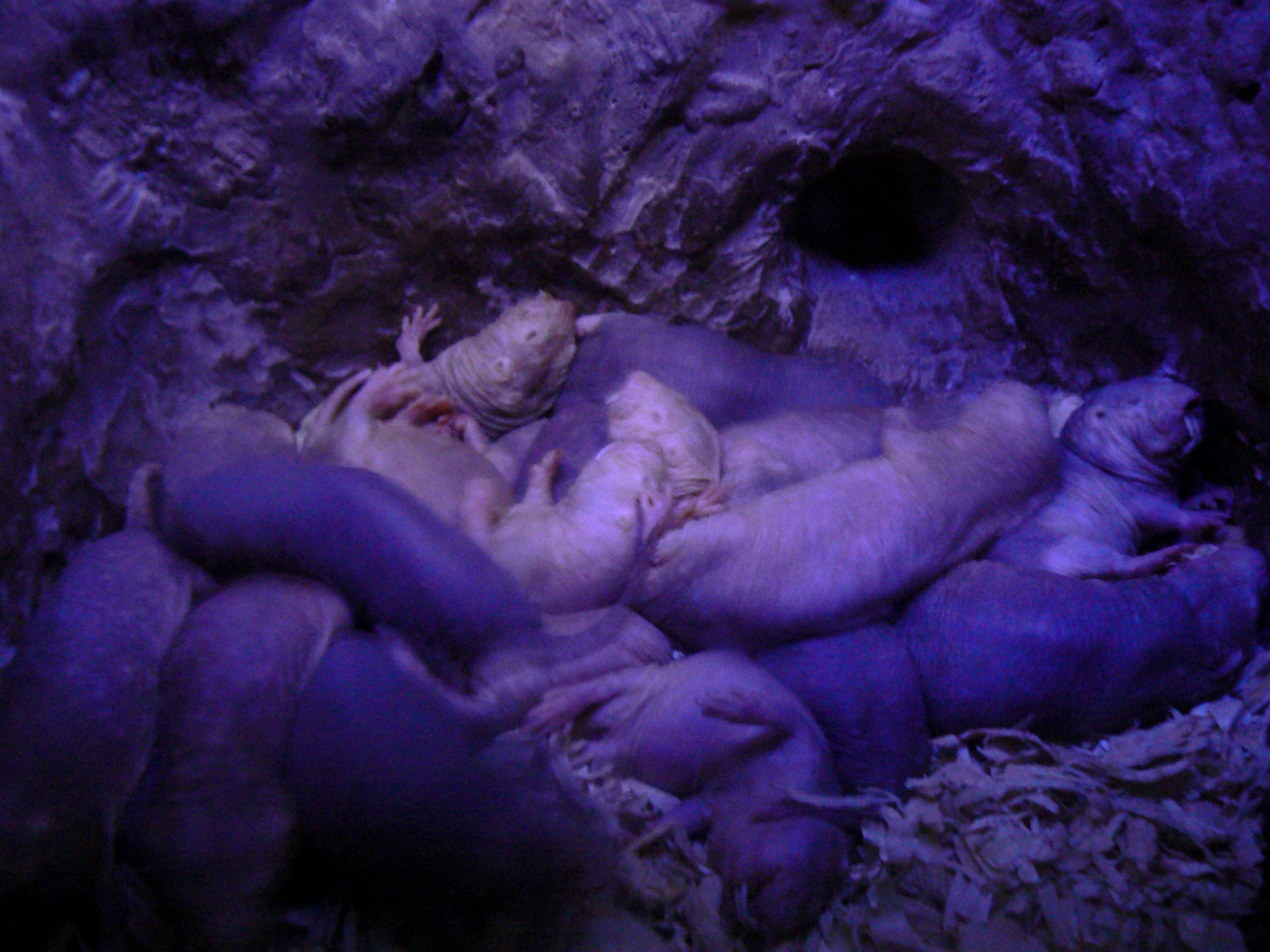
Golce piaskowe

Golce piaskowe– żyją w zamkniętych norach, w koloniach o strukturze eusocjalnej, przypominającej strukturę społeczności pszczół (rozszerzona grupa rodzinna z nakładającymi się pokoleniami). Kolonie liczą 75–80 zwierząt (maks. 290), w których potomstwo pochodzi od jednej samicy (królowej) i od jednego do trzech samców. Pozostałe samce stanowią kastę robotników kopiących korytarze. Królowa jest agresywna wobec innych samic (tłumienie skłonności do rozrodu), które pomagają zwierzętom reprodukcyjnym („pomoc bez nadziei na odwzajemnienie”) i osobnikom młodym. Po śmierci królowej jedna z nich przejmuje jej funkcję (zwykle po walce z rywalkami). W koloniach zdarzają się też „antyspołeczne odmieńce” – samce lub samice wyróżniające się ilością tkanki tłuszczowej. Po osiągnięciu dojrzałości płciowej podejmują odległe wędrówki. Po znalezieniu partnera tworzą nowe kolonie.

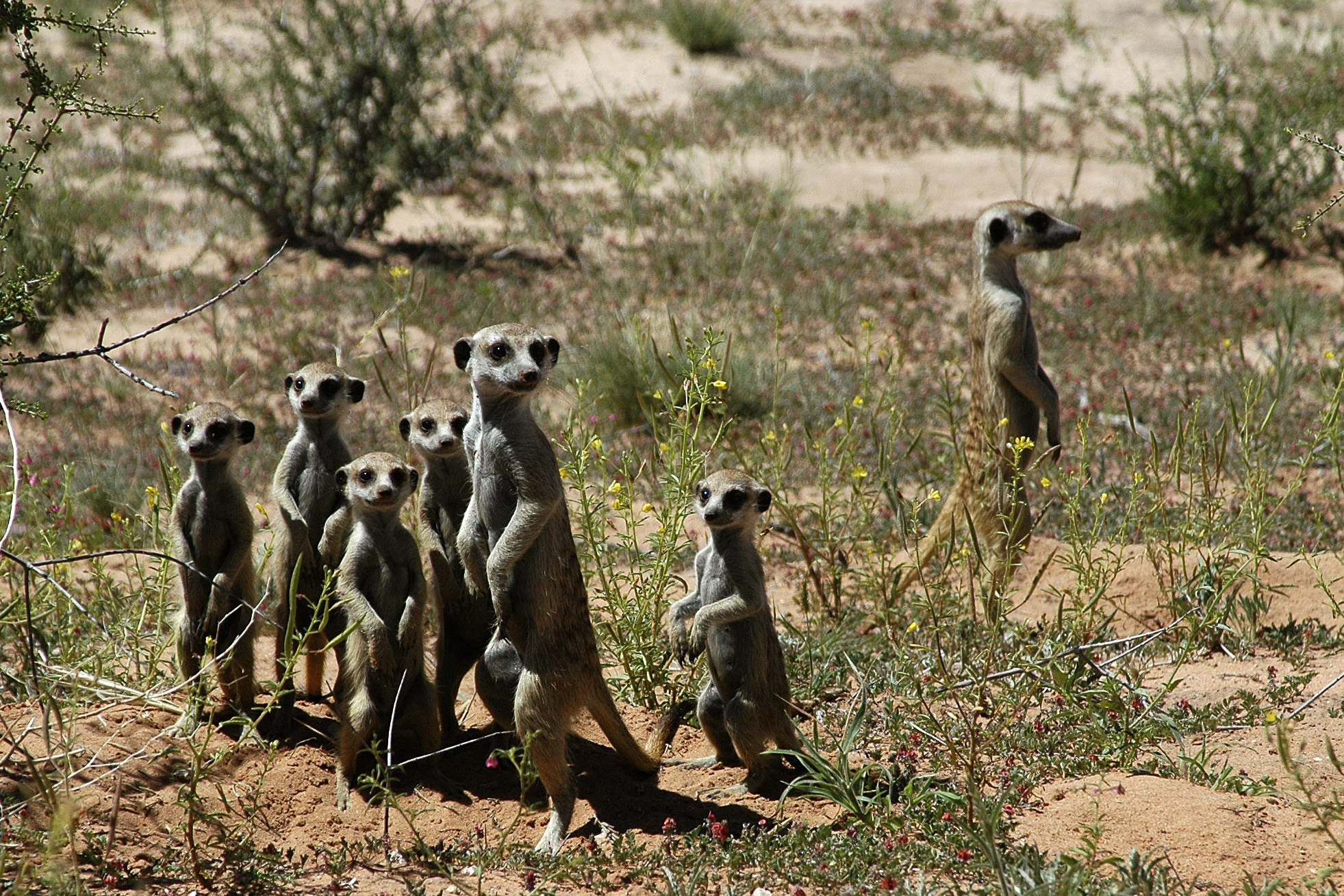
Surykatki

Surykatki szare– tworzą stada liczące ok. 50 osobników o różnym stopniu pokrewieństwa (współpracę w grupie i unikanie kojarzenia krewniaczego ułatwia zdolność dominujących samic do rozpoznawania zapachu wydzieliny z gruczołów odbytu). Opiekunkami potomstwa są „ciotki” – samice z wcześniejszych miotów albo samice niespokrewnione, które doglądają podopiecznych oraz przekazują im podstawową wiedzę, m.in. o sposobach zdobywania pożywienia (organizują „szkoły łowieckie”). Badania zmierzające do poznania zachowań socjalnych w populacjach Suricata suricatta są kontynuowane m.in. w ramach programu „Kalahari Meerkat Project”.

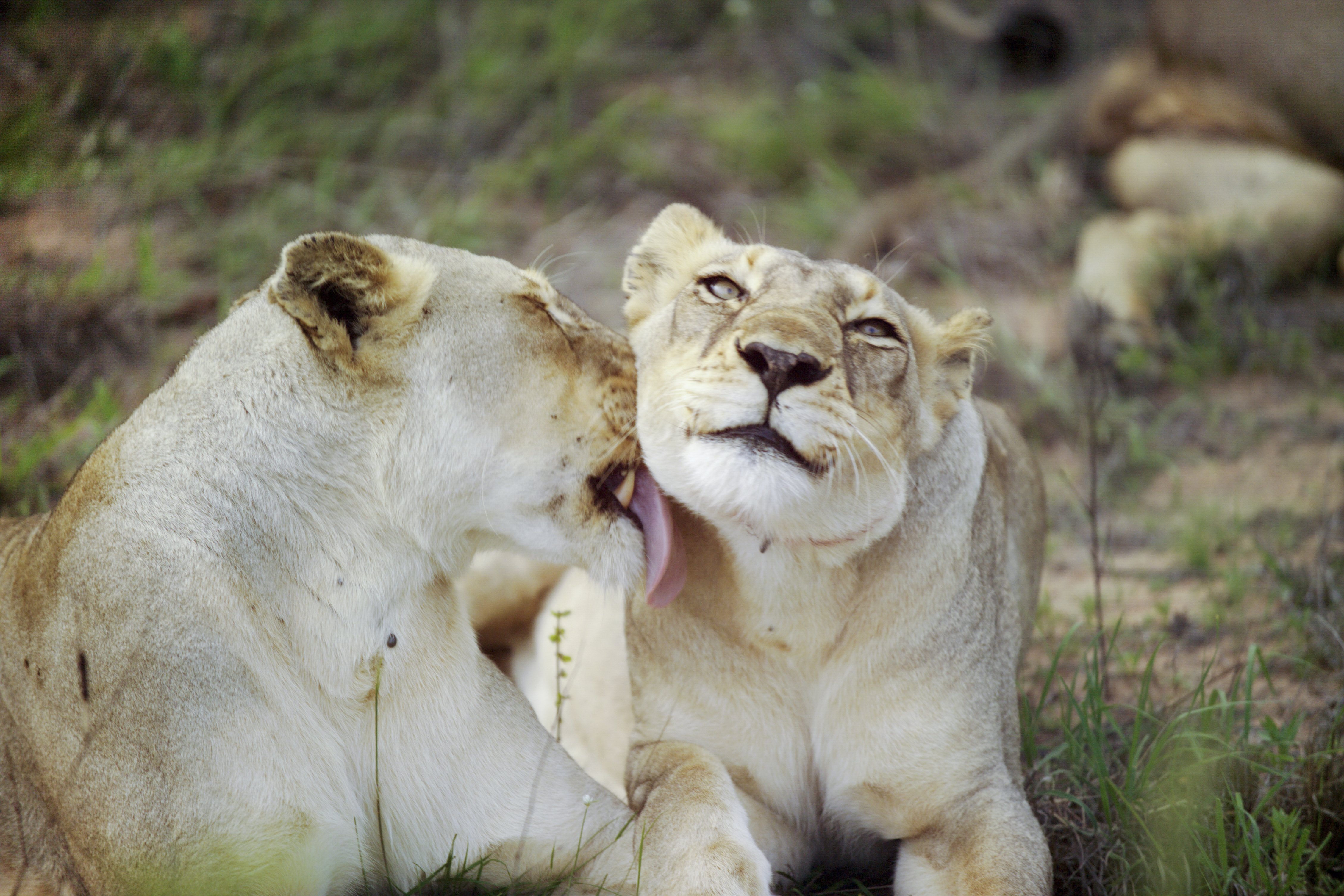
Młode lwyu8

Lwy afrykańskie– żyją w stadach samic i samców. Potomstwo dorasta zwykle w grupach 2–18 blisko spokrewnionych dorosłych samic, wspólnie karmiących młode osobniki i broniących je przed atakami obcych samców, hien i in. Pod wpływem zmian dostępności zdobyczy lub stopnia zagrożenia dla potomstwa stada często się rozpraszają – powstają grupy mniejsze, np. jedna-dwie-trzy spokrewnione samice z potomstwem. Odchowane młode samice pozostają w stadzie. Młode samce opuszczają je po osiągnięciu wieku 2–4 lat, tworząc myśliwskie koalicje z innymi samcami (często spokrewnionymi), zajmujące nowe terytoria. Po osiągnięciu pełnej dojrzałości płciowej stają się agresywne wobec grup samic – zdarzają się akty dzieciobójstwa (zapewnienie własnego sukcesu rozrodczego).
Pigmejki karłowate– maleńkie małpki szerokonose Nowego Świata, żyją w grupach rodzinnych liczących do ok. 10 członków, spędzających wspólnie cały swój wolny czas, okazujących radość ze spotkań i smutek, np. w przypadku śmierci jednego z nich. Utrzymując więzi społeczne korzystają z różnych sygnałów wokalnych. Potomstwo bywa liczne – często zdarza się ciąża wielopłodowa (bliźnięta lub mioty 3–4 młodych). W opiece nad młodymi aktywny jest ojciec, który m.in. nosi potomstwo na plecach. Rola matki często ogranicza się do karmienia – w czasie laktacji ma uprzywilejowany dostęp do żywności. Zdarzają się sytuacje, gdy ojca zastępują starsi bracia (alloojcostwo) i inni członkowie grupy.

### Naczelne i antropogeneza

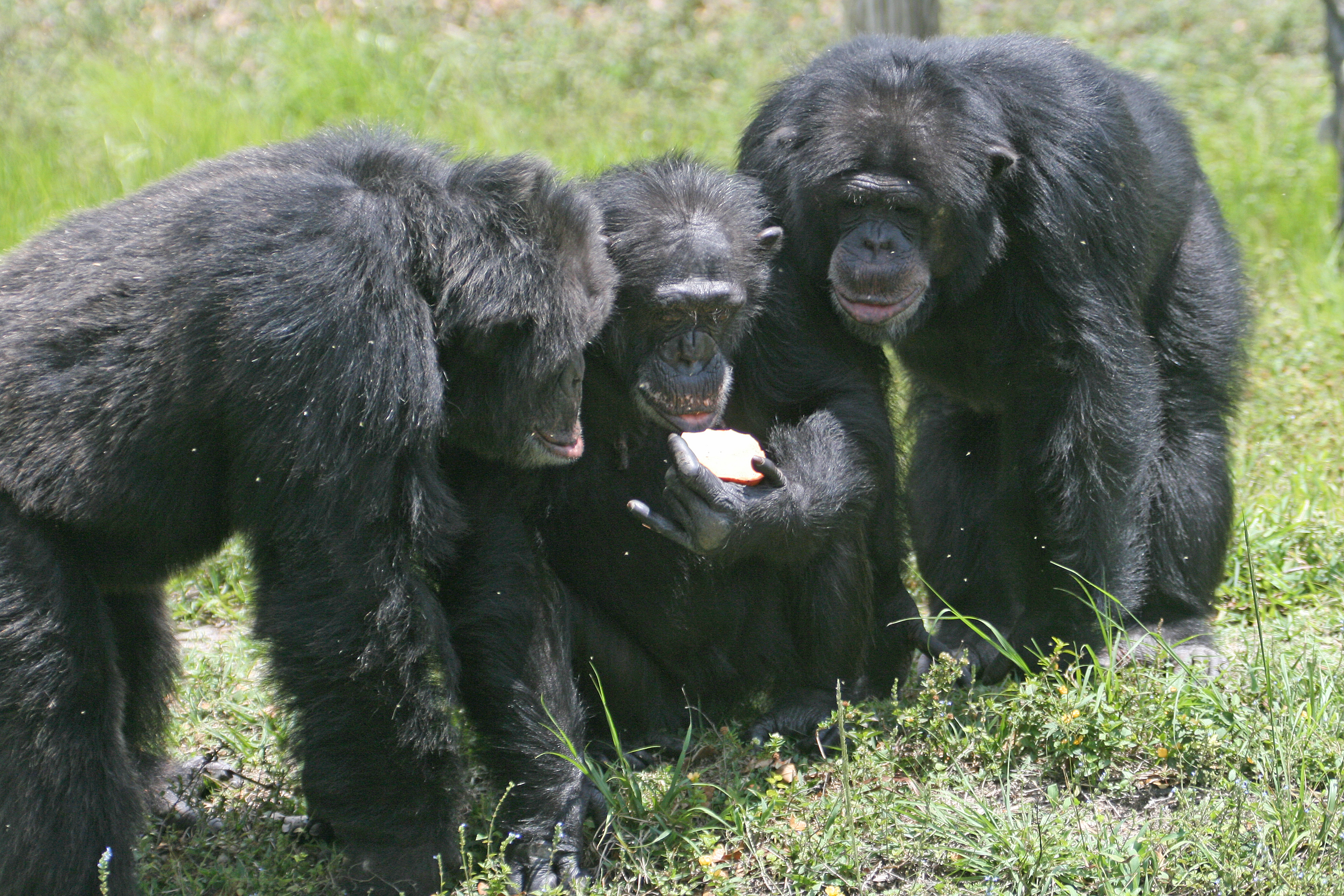
Grupa szympansów

Zagadnienia allorodzicielstwa wchodzą w zakres intensywnych interdyscyplinarnych badań systemów społecznych naczelnych, w tym człowiekowatych. Badania są prowadzone przez specjalistów w różnych dziedzinach, np. prymatologii, antropologii, psychologii rozwojowej, etologii, filozofii i filozofii umysłu, neurofilozofii, neuroetyki. Zmierzają m.in. do wyjaśnienia problemów ewolucji rodzaju Homo, których tłem jest nieustanny spór determinizmu biologicznego z etycznym woluntaryzmem.
Według Sarah Blaffer Hrdy, autorki m.in. popularnej książki pt. Mothers and Others, pojawienie się zjawiska zastępowania matki w opiece nad dzieckiem przez innych członków grupy wysoce społecznych afrykańskich małp człekokształtnych (opieka wspólnotowa) było początkiem drogi przodków człowieka do korzystnej „emocjonalnej nowoczesności”. Wspólnotowej pielęgnacji najmłodszych osobników sprzyja ich łatwa rozpoznawalność, np. dzięki jaskrawemu ubarwieniu futra, wyraźnie różniącemu się od ubarwienia osobników dorosłych. Rozwinęły się też inne cechy, pozwalające odróżnić dziecko od osobnika dorosłego i atrakcyjne dla dorosłych, budzące w nich głęboką empatię; uważa się, że wymagało to rozwoju teorii umysłu, sprzyjało powstawaniu różnych sposobów porozumiewania się członków grupy, niewerbalnych i werbalnych. Badania zjawiska allorodzicielstwa dotyczyły m.in. grup rezusów, w których skład wchodził samiec, kilka samic i potomstwo różnych samic. Zaobserwowano m.in. próby dotykania przez „ciotki”, noszenia, przytulania, pielęgnacji i in. (częstotliwość tych interakcji była związana z wiekiem i statusem ciotki).
Młode osobniki bywają obejmowane opieką bez względu na pokrewieństwo, a nawet na gatunek, np.:
– Christophe Boesch zaobserwował pięć przypadków adopcji młodych szympansów przez niespokrewnionego samca,
– gorylica Koko, która opanowała umiejętność porozumiewania się z ludźmi za pomocą języka ASL, przekazała swoim opiekunom informację, że – ponieważ nie ma własnego dziecka – chce zaadoptować kotka; okazywała mu wiele troski i czułości
– Patricia Churchland, opisując przykład przyjaźni orangutana z psem podkreśla, że zawarł ją mimo braku skłonności orangutanów do tworzenia grup społecznych.

### Człowiek

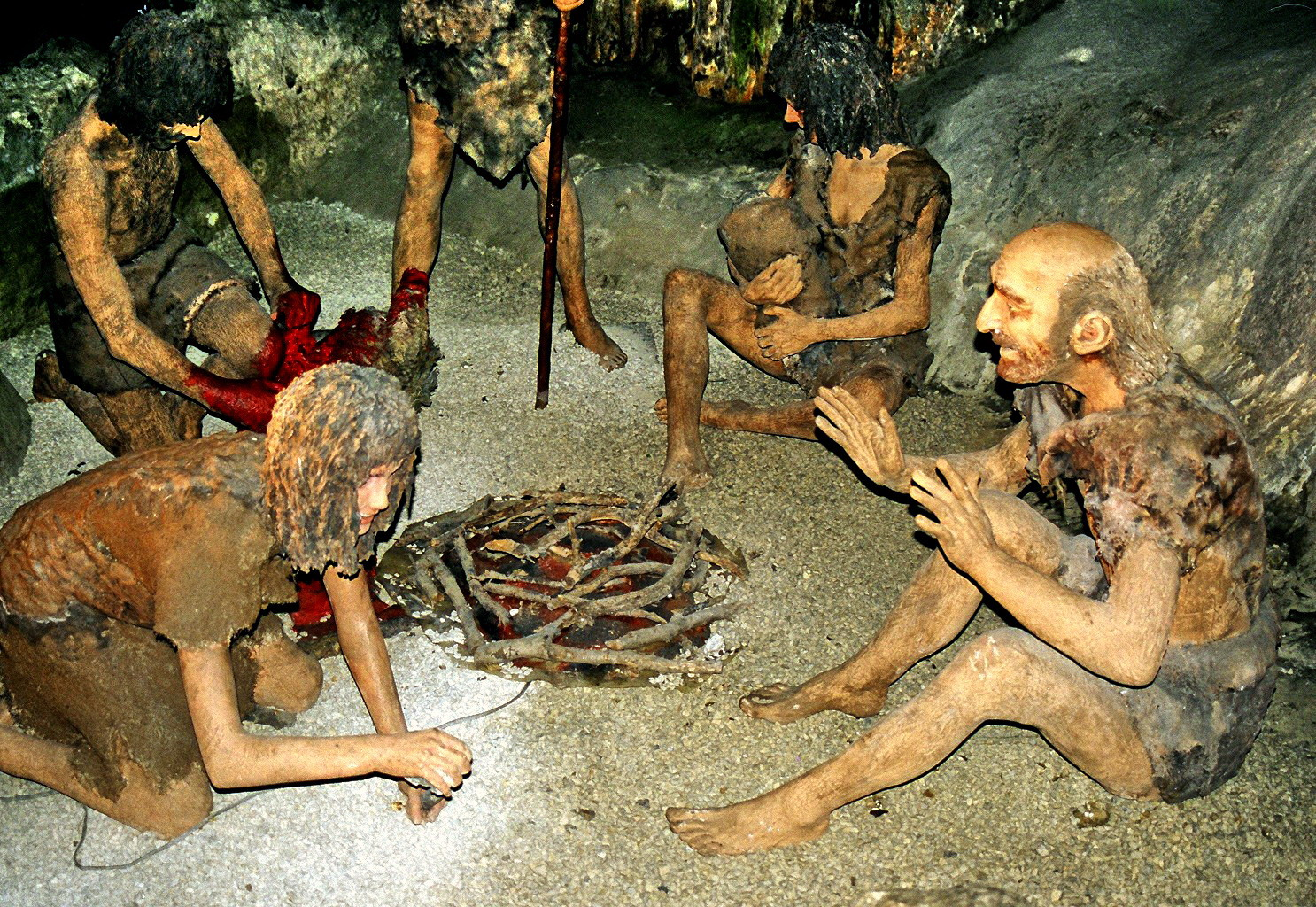

Zmiany struktury ludzkich społeczności są przedmiotem specjalistycznych badań (ewolucjonizm kulturowo-społeczny). Powszechnie uznaje się, że do największego przełomu doszło w wyniku rewolucji neolitycznej – rezygnacji z wędrówek w małych grupach zbieracko-łowieckich na rzecz coraz większego stłoczenia na małej powierzchni osad rolniczych (w niewielkich osadach niemal wszyscy byli spokrewnieni), a następnie – miast-państw i pierwszych królestw.

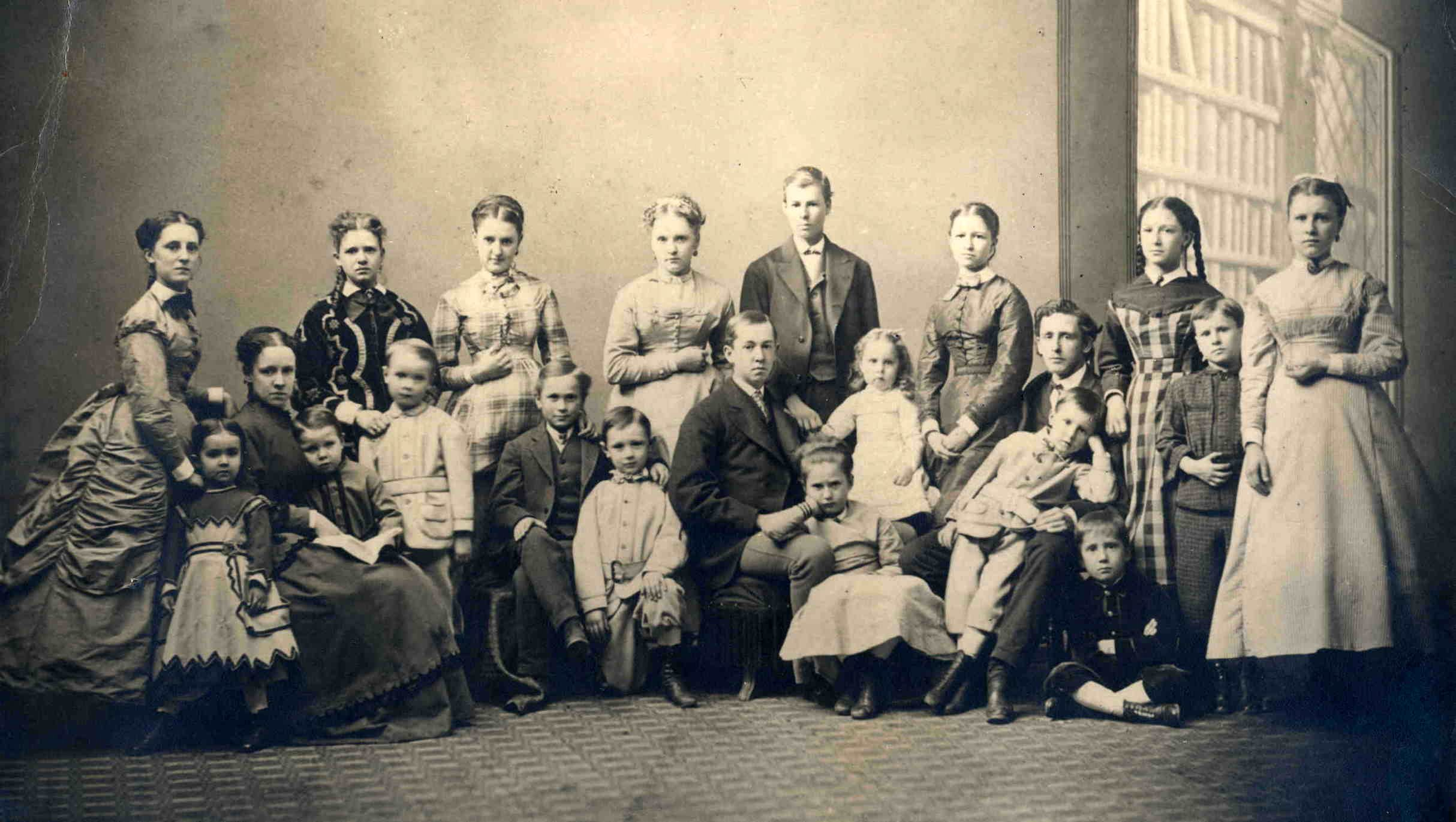

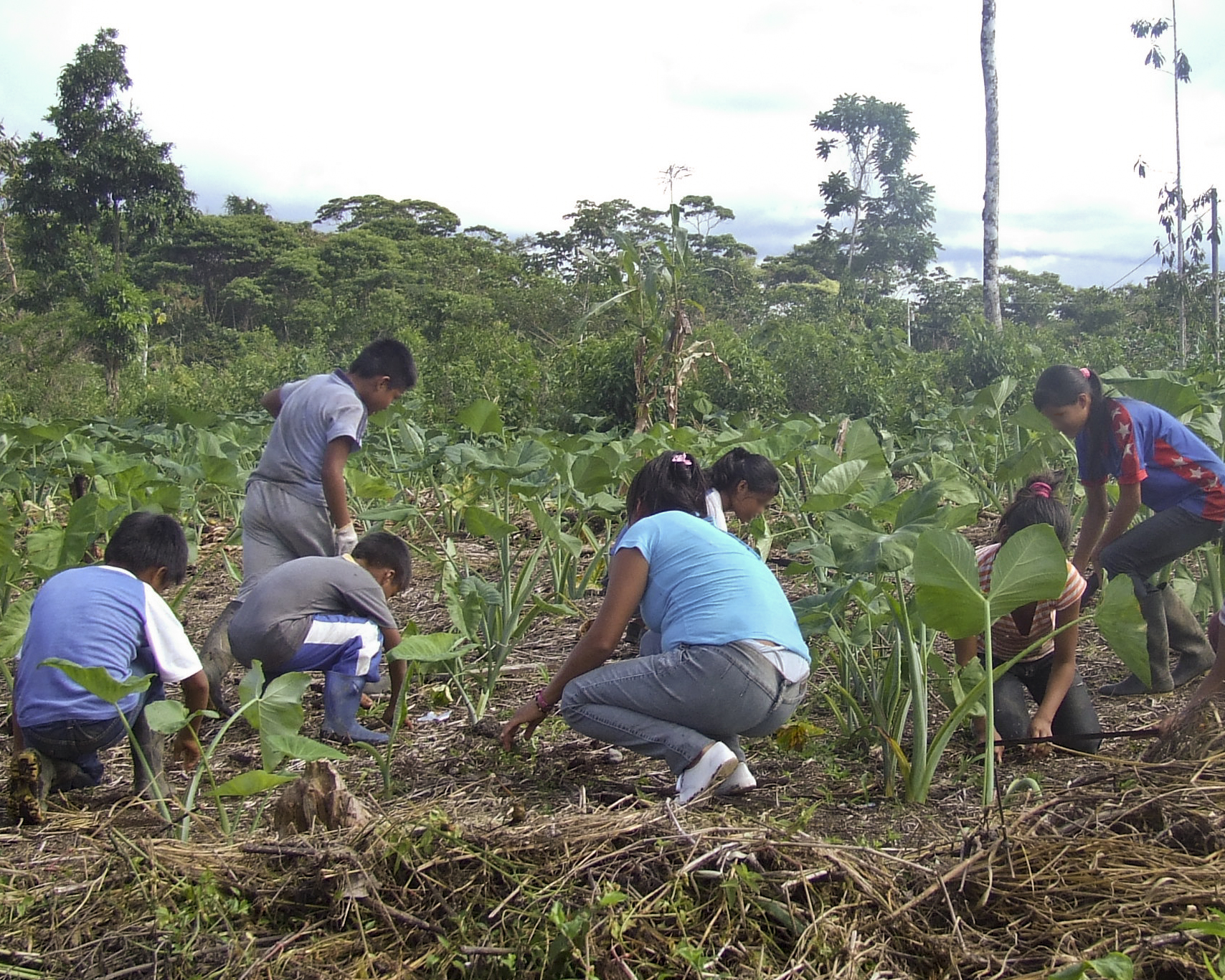

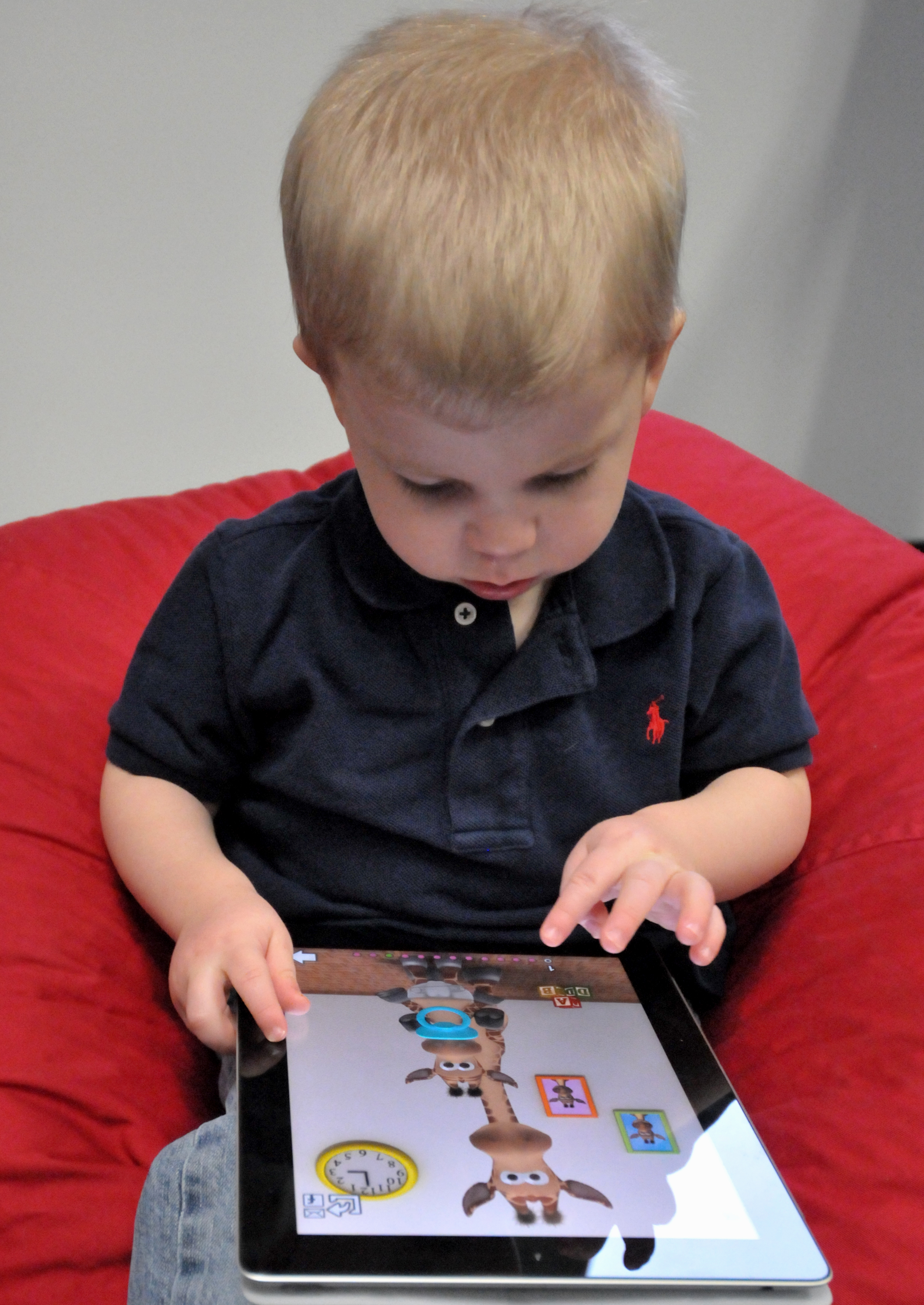

Jednym ze źródeł poczucia więzi z dużymi grupami stały się religie, przeciwdziałające rozproszeniu się ludności, lecz również stanowiące motyw wojen religijnych. Pojawiły się religijne nakazy życia w związkach małżeńskich (zob. obyczajowość związana z małżeństwem i historia praw dziecka). Powstające państwa narodowe prowadziły coraz bardziej wyniszczające wojny o zasoby i terytoria.
Kolejne przejścia demograficzne w istotnym stopniu wpływały na sytuację jednostek i rodzin, stających się częściami coraz większych społeczności. Podporządkowanie się regułom systemów politycznych oznaczało zgodę na ograniczenia wolności, a równocześnie uzyskanie praw do korzystania z opieki społecznej.
W społeczeństwie tradycyjnym dominował model rodziny wielopokoleniowej i wielodzietnej, często wspólnie zamieszkującej z osobami spokrewnionymi bardzo luźno, niespokrewnionymi powinowatymi małżonków i innymi osobami (zob. np. średniowieczne domostwo). Rozwijały się zróżnicowane systemy nazywania stopni pokrewieństwa, które prawdopodobnie miały związek z lokalnie ustalanymi prawami do zawierania związków małżeńskich i dziedziczenia majątków. W małych i stosunkowo izolowanych społecznościach niemal wszyscy byli również w pewnym stopniu spokrewnieni genetycznie. W przypadkach adopcji sierot allorodzicami byli zwykle krewni.
Badania ewolucji rodziny są w toku. W wyniku wykonanych w Finlandii analiz dużych zbiorów danych demograficznych (okres XVIII–XIX w.) dotychczas nie potwierdzono tezy, że obecność w rodzinach bezdzietnych dorosłych ciotek i wujów jest skorelowana z przeżywalnością małych dzieci. Wykazano, że przeżywalność jest wyższa w przypadkach obecności babć i starszego rodzeństwa. Badania są prowadzone również w innych ludzkich populacjach, m.in. w ekwadorskiej wspólnocie Shuar (Jiwaro). W społeczeństwie przemysłowym normą społeczną stała się rodzina nuklearna, w której skład wliczano niekiedy dzieci adoptowane. W miarę rozwoju nauki i techniki (zob. m.in. rewolucja naukowa, rewolucja przemysłowa, druga rewolucja przemysłowa) coraz większą uwagę przywiązywano do edukacji dzieci. Zapewniano im – w miarę możliwości rodziny – podstawową edukację domową i dalsze kształcenie w warunkach szkolnych i pozaszkolnych, często poza rodzinnym domem, np. w szkołach z internatem (wczesna socjalizacja). W rodzinach z niższych klas społecznych samodzielne zapewnienie dzieciom właściwych warunków rozwoju bywało bardzo trudne lub niemożliwe. Również współcześnie liczne „funkcje allorodzicelskie” przejmują jednostki systemów opieki zdrowotnej i edukacji (zob. np. historia pedagogiki społecznej), instytucje pomocy społecznej itp.